# Giuliano Dami
Pour les articles homonymes, voir Dami.
 (décembre 2014).

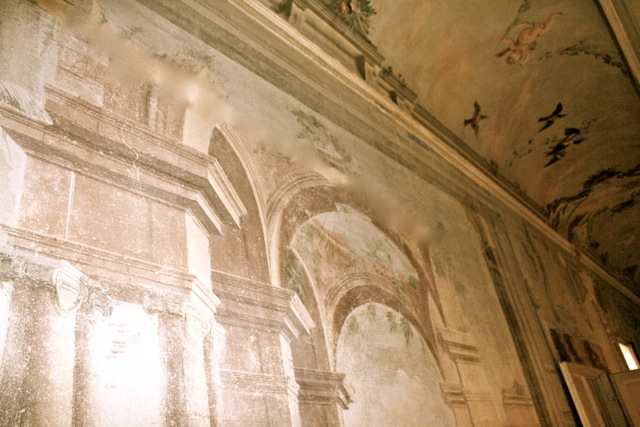
La galerie du Palazzo Dami à Florence

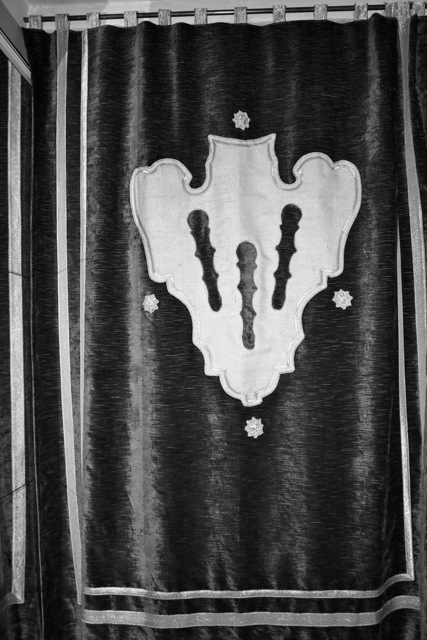
Étendard avec les armoiries de Giuliano Dami

Giuliano Dami, né le 14 septembre 1683 à Mercatale di Campoli, frazione de la commune de San Casciano in Val di Pesa, et mort le 5 avril 1750 dans la même ville, est un Toscan, favori de Jean Gaston de Médicis, grand-duc de Toscane.

## Biographie

### Enfance et jeunesse
Giuliano Dami est le fils de Vincenzo Dami et de Catarina di Cristofano Ambrogi. Il est l'aîné d'une fratrie qui comprend également trois sœurs : Maria (née le 28 janvier 1685 et morte le 11 avril 1688), Maria Magdalena (née en 1688 et morte le 11 janvier 1757) et Anna Maria (née le 7 août 1690).
Giulano Dami n'a que neuf ans lorsque son père meurt l’hydropisie à l'âge de 54 ans, le 17 avril 1693. Il est inhumé dans le caveau familial, ce qui semble indiquer que la famille Dami n’est pas pauvre. Sa mère, Catarina, attend alors son quatrième enfant, Angelo, qui naît posthume, le 8 juin 1693 (mort le 1er mars 1737).
Dans les années qui suivent, son oncle Piero s'occupe de la famille, mais âgé, il fait en sorte que  Giuliano Dami devienne « garçon » du contadino du cavaliere Lenzoni à Marignolle. Il sert ensuite un prêtre « misérable », puis un Français, Beroardo Francese dalle Rovinate, avant d'entrer au service du chancelier Fabbrini di Castelfiorentino, puis du bailly Lenzoni de Santa Croce dont il avait servi le contadino à Marignolle.
Il entre au service du marquis Ferdinando Capponi, comme laquais en 1701, à l'âge de vingt-et-un ans. Le marquis Capponi est chevalier de l'ordre de Saint-Étienne de Toscane, recteur du prieuré de Pescia et grand chancelier. Il fut aide de chambre du grand-duc Ferdinand II et est alors dignitaire de la cour du grand-duc Cosme III et « bracciere » de la belle-fille de ce dernier, Violante-Béatrice de Bavière.

### Au service de Jean Gaston de Médicis
Entre juin 1705 et mai 1707, Giuliano Dami rencontre Jean Gaston de Médicis, revenu à Florence le 11 juin 1705 après avoir épousé en Bohême le 3 juillet 1697, la princesse Anne-Marie-Françoise de Saxe-Lauenbourg. En mai 1707, Jean Gaston de Médicis quitte Florence pour retourner en Bohême en compagnie de Giuliano Dami.
C'est à Reichstadt, en Bohême, que les liens entre Jean Gaston de Médicis et Giuliano Dami se renforcent. À Prague, Giuliano Dami lui présente des jeunes hommes de tous milieux. En 1708, Jean Gaston de Médicis revient définitivement en Toscane en compagnie de Giuliano Dami et de trois autres laquais : un Allemand qui retourne en Allemagne et tente par la suite sans succès un retour à Florence, un Milanais dont Giuliano Dami obtiendra le départ et un Parmesan qui repart pour Parme.
Le 30 octobre 1713, Jean Gaston de Médicis devient héritier du grand-duché après la mort de son frère aîné Ferdinand; Giuliano Dami devient son aide de chambre vers 1713-1714, à 30 ans. Le 1er octobre 1715, il se marie avec Maria Vittoria Selcini qui a 27 ans.
Le 22 octobre 1717, Anne Marie Louise, veuve de l'Électeur palatin, sœur de Jean-Gaston de Médicis, rentre en Toscane avec faste.
En 1720, Giuliano Dami achète avec un cousin une boutique à Florence pour 600 écus au total.
Le 2 novembre 1721, Giuliano Dami entre au Consiglio dei Duegento. En décembre de la même année, il devient procuratore di Palazzo, confirmé le 1er juin 1722. Le 1er mars 1723, il obtient la charge d'« Ufficiale del Monte Comune » qu’il conserve jusqu’en 1726.
À la mort de son père Cosme III le 31 octobre 1723, Jean Gaston de Médicis devient grand-duc de Toscane. Il crée un scandale le 30 mai 1731 lors du départ du cortège funèbre de la princesse Violante de Bavière. Il rencontre l'infant d'Espagne Don Carlos de Bourbon, arrivé de Livourne où il s'était arrêté deux mois pour soigner une variole, lorsque ce dernier séjourna à Florence du 9 mars 1731 au 6 octobre 1732.
Le 7 septembre 1733, Giuliano Dami achète la villa de Broncigliano puis, en janvier 1735, un immeuble à Florence pour 1485 ducats.
Jean Gaston de Médicis meurt le 29 juillet 1737. Les puissances européennes avaient décidé en 1735 que la Toscane reviendrait — à la mort de Jean Gaston de Médicis — à François III Stéphane, duc de Lorraine et de Bar.

### Après la mort de Jean Gaston de Médicis
Le 5 octobre 1742, Giuliano Dami vend à son cousin la moitié de la boutique achetée en 1720 (pour 300 écus). Giuliano Dami meurt le 5 avril 1750 à l’âge de 66 ans.
Sa veuve décède le 31 janvier 1760 à l'âge de 72 ans. En 1770, les héritiers de Giuliano Dami vendent la villa de Broncigliano. La sépulture de Giuliano Dami disparaît en 1787 dans le monastère delle Mantelle, via della Crocetta, à la suite du transfert des sœurs au monastère di Chiarito.